# 浭酒
浭酒是河北丰润出产的一种白酒。曹雪芹出自的辽东曹氏在其祖籍丰润设立酒坊，供自家饮用；后曹家失宠失势，其私人酒坊倒闭，其技艺也随之传与民间。1945年当地易手后，中共晋察冀边区当局将当地八家私人酒坊合并，成立冀东贸易公司酒厂，后数度扩建、易名。酒厂原产散装白酒，1959年开始生产“浭阳”系列瓶装酒，推出后广受欢迎并多次获奖。=浭酒为一地方品牌，乃以纯粮为原料，以高温大曲作发酵剂，经地缸发酵、缓火蒸馏、量质摘酒、陶坛老熟、地下贮存等入选市级非物质文化遗产传统酿造工艺酿成的浓香型白酒；现主要销售市场为河北本省，和邻近的北京、天津等地。